# Luis Eduardo Martínez
Pour les articles homonymes, voir Martínez.
Luis Eduardo Martínez est un homme politique vénézuélien membre d'Action démocratique.

## Biographie
Élu député lors des élections législatives vénézuéliennes de 2020, il annonce en 2022 que son parti présentera un candidat lors de l'élection présidentielle vénézuélienne de 2024. Il annonce sa candidature en octobre 2023 et bénéficie du soutien du président du parti José Bernabé Gutiérrez qui a retiré sa candidature. En mars 2024, il est le premier à déposer sa candidature. À l'issue du scrutin, contesté pour des fraudes du camp Maduro, il consent à se rendre au siège du Tribunal suprême de justice.